# Овсянка (Нижньосілезьке воєводство)
Овсянка (пол. Owsianka, нім. Haberstroh) — село в Польщі, у гміні Кобежиці Вроцлавського повіту Нижньосілезького воєводства.
Населення — 177 осіб (2011).
У 1975-1998 роках село належало до Вроцлавського воєводства.

## Демографія
Демографічна структура станом на 31 березня 2011 року:
|          | Загалом | Допрацездатний вік | Працездатний вік | Постпрацездатний вік |
| -------- | ------- | ------------------ | ---------------- | -------------------- |
| Чоловіки | 82      | 16                 | 58               | 8                    |
| Жінки    | 95      | 25                 | 54               | 16                   |
| Разом    | 177     | 41                 | 112              | 24                   |